# 30844 Hukeller
30844 Hukeller este un asteroid din centura principală, descoperit pe 17 mai 1991, de Carolyn Shoemaker și Eugene Shoemaker.